# Готфрид фон Хамбург
Готфрид фон Хамбург (на немски: Gottfried von Hamburg; † 2 ноември 1110) е граф на Хамбург.

## Биография
Той е син на граф Хайнрих фон Хамбург и Маргарета фон Льовен.
Готфрид резидира като граф в херцогския замък в Хамбург по времето на последния херцог от фамилията на Билунгите, с които вероятно е роднина. Готфрид има един брат, Хайнрих II.
Готфрид е убит на 2 ноември 1110 г. в боеве против славяните абодрити. Главата му е отрязана и предадена след плащане на голяма сума. Той вероятно няма наследници. През 1110 г. херцог Лотар от Суплинбург (по-късният крал и император Лотар III) номинира своя подчинен Адолф I фон Шауенбург за наследник на граф Готфрид фон Хамбург.
Готфрид е погребан в тогавашната катедрала Св. Мария и Витус в Хамбург.